# Hovdebrekka
Hovdebrekka (norwegisch für Hügelhang) ist ein einige Kilometer langes und von Spalten durchzogenes Gletscherfeld im ostantarktischen Königin-Maud-Land. Im Wohlthatmassiv erstreckt es sich vom Skeidshovden in nördlicher Richtung.
Erste Luftaufnahmen entstanden bei der Deutschen Antarktischen Expedition 1938/39 unter der Leitung von Alfred Ritscher. Norwegische Kartographen, die das Gletscherfeld auch benannten, kartierten es anhand von Vermessungen und Luftaufnahmen der Dritten Norwegischen Antarktisexpedition (1956–1960).